# أليكس ريتسون
أليكس ريتسون هو لاعب هوكي الجليد كندي، ولد في 7 مارس 1922 في نهر السلام ‏ في كندا، وتوفي في 18 يوليو 2008.

## وصلات خارجية
- أليكس ريتسون على موقع دوري الهوكي الوطني (الإنجليزية)
- أليكس ريتسون على موقع قاعة مشاهير الهوكي (لاعب أن.إتش.أل) (الإنجليزية)
- أليكس ريتسون على موقع EliteProspects.com (الإنجليزية)
- أليكس ريتسون على موقع HockeyDB.com (الإنجليزية)
- أليكس ريتسون على موقع Hockey-Reference.com (الإنجليزية)